# Acridotheres burmannicus
Acridotheres burmannicus é uma espécie de passeriforme da família Sturnidae.
Pode ser encontrada nos seguintes países: Camboja, China, Laos, Malásia, Myanmar, Tailândia e Vietname.